# Tanguy Cosyns
Tanguy Cosyns (29 de junho de 1991) é um jogador de hóquei sobre a grama belga, medalhista olímpico

## Carreira
Cosyns integrou o elenco da Seleção Belga de Hóquei Sobre Grama, nas Olimpíadas de 2016, conquistando a medalha de prata.